# Métropole d'Aix-Marseille-Provence
Vous lisez un « bon article » labellisé en 2016.
Pour les articles homonymes, voir AMP.
La métropole d'Aix-Marseille-Provence (AMP) est une métropole regroupant le territoire métropolitain autour de Marseille et d'Aix-en-Provence dans les Bouches-du-Rhône. Créée le 1er janvier 2016 par la loi MAPTAM, elle est issue de la fusion de six intercommunalités afin de mettre fin à la fragmentation administrative du territoire. Il s'agit donc d'un établissement public de coopération intercommunale (EPCI) à fiscalité propre.
La métropole d'Aix-Marseille-Provence compte 92 communes pour 1,9 million d'habitants, soit 93 % de la population des Bouches-du-Rhône et 37 % de la population de l'ensemble de la région Provence-Alpes-Côte d'Azur. Elle est gérée par un conseil métropolitain de 240 membres délégués par les communes qui la composent. Elle dispose de compétences en matière de développement économique, d'aménagement du territoire et de gestion de certains services publics.
La métropole d'Aix-Marseille-Provence est la plus étendue de France. Elle est subdivisée en six territoires — dont les limites correspondaient aux anciennes intercommunalités — qui, jusqu'en 2022, disposaient chacun de leur propre conseil et auxquels étaient déléguées certaines compétences de la métropole.

## Historique

### L'intercommunalité dans les Bouches-du-Rhône
L'idée d'améliorer l'organisation des services locaux en fusionnant ou faisant coopérer les institutions existantes découle de la modification des conditions de mobilité et de l'extension des périmètres des bassins de vie des habitants à un territoire plus important que celui de la seule ville.
Toutefois, en 1966, Gaston Defferre refuse la création d'une communauté urbaine autour de Marseille en raison du risque de voir les communes communistes ou de droite de la périphérie de la ville y devenir majoritaires. Il faut alors attendre 1992 pour que soit créée une communauté de communes regroupant trois communes : Marseille, Marignane et Saint-Victoret. En vertu de la loi de 1999 relative au renforcement et à la simplification de la coopération intercommunale, dite « loi Chevènement », Jean-Claude Gaudin parvient à créer la communauté urbaine Marseille Provence Métropole en 2000, avec 18 communes contiguës. Mais la plupart des communes de la périphérie, dont Aix-en-Provence et Aubagne, refusent d'y être associées et créent leurs propres structures intercommunales.

### Vers une vision métropolitaine
Avant la mise en place de la Métropole, le territoire est considéré comme fragmenté bien que des opérations comme la fusion des universités de la région, l'organisation de l'évènement Marseille Provence 2013 ou la création de l'incinérateur de Fos-sur-Mer soient considérés comme des actes de coopération métropolitaine,.
En 2004, la DATAR lance un « appel à la coopération métropolitaine » face au manque de métropoles françaises de dimension européenne (hors Paris). En 2007, Ségolène Royal, candidate du Parti socialiste à l'élection présidentielle, promet d'élargir la Communauté urbaine Marseille Provence Métropole.
En 2010, les conseils de développement de Marseille Provence Métropole, du Pays d'Aix et du Pays d'Aubagne se prononcent pour « une approche métropolitaine des territoires » et dénoncent « la difficulté à concrétiser des projets à l’échelle métropolitaine et à améliorer le fonctionnement de l’espace métropolitain. » Mais cette proposition est mal reçue par les élus : Sophie Joissains, adjointe à la maire d'Aix-en-Provence, s'oppose à cette idée ainsi que Jean-Claude Gaudin, maire de Marseille, qui souhaite seulement « une péréquation financière entre l’extérieur de Marseille et Marseille ».
En juin 2010, les communes du Pays d'Aubagne organisent un référendum consultatif au cours duquel 95 % des votants votent « non » au « Grand Marseille ».
Finalement en 2012, les présidents des intercommunalités d'Aix, Marseille et Aubagne annoncent la création d'un pôle métropolitain pour 2013. Ce projet est toutefois stoppé par la volonté du gouvernement Ayrault de créer une véritable métropole.

### Projet du gouvernement Ayrault
Le 7 février 2013, le Premier ministre Jean-Marc Ayrault crée une mission interministérielle « afin de réunir les moyens de l'État, de ses établissements publics, ainsi que ceux des collectivités territoriales, de leurs groupements et des autres partenaires locaux qui ont décidé d'appuyer les progrès du projet métropolitain. » La ministre de la Réforme de l’État, de la Décentralisation et de la Fonction publique, Marylise Lebranchu intègre au projet de loi de modernisation de l'action publique territoriale et d'affirmation des métropoles (MAPTAM) la fusion des intercommunalités existantes en une unique métropole et un nouveau poste de préfet délégué au projet de l'agglomération Marseille-Provence est créé et attribué à Laurent Théry. Celui-ci dirige la mission interministérielle qui se compose :
- d'un conseil des élus composés de présidents des intercommunalités, de représentants des maires et des présidents du conseil régional et du conseil général ;
- d'un conseil des partenaires ;
- d'un conseil paritaire territorial de projets, instance associant les maires à l'État et créée à la demande des maires opposés au projet de métropole[13].

En effet, la majorité des élus des communes concernées est opposée à ce projet. Ils critiquent la métropole comme étant une « vision technocratique et monolithique d'une métropole centralisée, irréaliste et dangereuse », proposant à la place un « établissement public opérationnel de coopération ». Selon eux, la métropole serait une « structure unique qui prendrait toutes les décisions » et ils refusent une fiscalité unique entre les différents territoires, qui favoriserait Marseille au détriment des communes environnantes plus aisées.
L'opposition locale n'empêche toutefois pas l'adoption définitive de la création de la métropole d'Aix-Marseille-Provence par le Parlement en décembre 2013 même si le projet — originellement fixé à mars 2014, est reporté à 2015 puis début 2016, — intègre finalement la possibilité de créer des subdivisions à la métropole, les territoires, qui pourront recevoir certaines compétences.
La création de la métropole crée également des frictions sur le futur Plan Local d'Urbanisme Intercommunal. Ainsi, un bras de fer a été engagé entre Jean-Claude Gaudin et Patrick Mennucci à ce sujet. Finalement, le texte final prévoit que les maires valident en amont le PLU avant de le transmettre à la métropole.

### Mise en place et procédures judiciaires
La loi MAPTAM est complétée par la loi du 7 août 2015 qui précise la mise en place de la métropole. Ainsi, les communes désignent leurs délégués au conseil de la métropole avant le 7 octobre 2015 après quoi n'importe quel président d'une des six intercommunalités fusionnées peut convoquer le conseil afin d'élire le président, avant même que la métropole soit officiellement en place le 1er janvier 2016. Elle prévoit par ailleurs des dispositions transitoires jusqu'en 2020 :
- les conseillers communautaires des six intercommunalités fusionnées resteront membres de droit des conseils de territoire, même s'ils ne sont pas membres du conseil métropolitain[22] ;
- les directeurs généraux adjoints des services des six intercommunalités fusionnées conserveront de droit leur poste auprès du président du conseil de la métropole[23] ;
- les compétences sont progressivement transférées à la métropole de 2016 à 2020.

Une convocation du conseil de la métropole est émise le 14 octobre 2015 par Sylvia Barthélémy, la présidente du Pays d'Aubagne, et l'élection du président de la métropole a lieu le 9 novembre 2015 malgré la contestation judiciaire de quatre communes. Jean-Claude Gaudin, maire de Marseille, est élu président de la métropole à l'issue d'une séance houleuse mais, le 18 décembre 2015, le conseil d'État suspend le conseil de la métropole dans l'attente de l'aboutissement de questions prioritaires de constitutionnalité au Conseil constitutionnel. Le 22 décembre 2015, le préfet des Bouches-du-Rhône précise que la métropole est bien juridiquement créée le 1er janvier 2016 et que son président « peut prendre tout acte d'administration conservatoire et urgente pour assurer la continuité des services publics » mais, le 7 janvier 2016, l'élection à la présidence est annulée par le tribunal administratif. Jean-Claude Gaudin demeure cependant en poste dans l'attente de l'appel.
Finalement, le 19 février 2016, le Conseil constitutionnel déclare conforme à la Constitution la répartition des sièges entre les communes au sein du conseil métropolitain. Maryse Joissains, maire d'Aix-en-Provence entend « saisir la Cour européenne des droits de l'homme » et réclame « un référendum local » mais une partie des maires opposés à la métropole souhaite désormais « défendre [leurs] communes » « en tant qu’acteurs au sein de la métropole ». Le 7 mars 2016, Jean-Claude Gaudin démissionne de la présidence afin qu'une nouvelle élection soit organisée et qu'elle « ne supporte plus aucune contestation ». Il est réélu le 17 mars 2016.
Jean-Claude Gaudin, à la suite d'un accord avec le premier secrétaire du Parti socialiste des Bouches-du-Rhône Jean-David Ciot, devait mettre en place une « gouvernance partagée » en accordant trois vice-présidences au PS. Cependant, une polémique naît parmi les socialistes à la suite de la publication par deux élus d'une lettre ouverte dans laquelle ils dénoncent la mise en place par Jean-Claude Gaudin « d'un système identique à celui qui a prévalu au sein des intercommunalités où le consensus entre gauche et droite s’établit autour du dépeçage des moyens d’un territoire au seul profit de ses communes ». Finalement, une partie des élus socialistes métropolitains refusent de rejoindre la majorité et ceux qui maintiennent leur candidature sont tous battus lors de l'élection des vice-présidents. Le premier exécutif est ainsi dominé par Les Républicains,.

### Depuis 2018: la présidence de Martine Vassal
Le 6 septembre 2018, Jean-Claude Gaudin démissionne de la présidence de la métropole : Martine Vassal, vice-présidente et présidente du conseil départemental des Bouches-du-Rhône, assure l'intérim puis est élue présidente par le conseil métropolitain le 20 septembre,,.
La question du statut de la métropole reste posée : le gouvernement Édouard Philippe propose de la fusionner avec le département des Bouches-du-Rhône mais ce projet est ensuite repoussé.
En décembre 2022, le média local Marsactu révèle plusieurs affaires de corruption liées à des embauches à la Métropole qui, selon ce journal, auraient été monnayées,.

### Réforme institutionnelle de la loi 3Ds
L'article 56 de la Loi relative à la différenciation, la décentralisation, la déconcentration et portant diverses mesures de simplification de l'action publique locale (dite loi 3Ds) du 21 février 2022 remanie le régime institutionnel de la métropole, supprimant notamment les conseils de territoires dès le 1er juillet 2022, restituant certaines compétences dites « de proximité » aux communes (telles que la promotion du tourisme, la gestion des cimetières ou la gestion de réseaux de chaleur ou de froid urbains ou les plages) et clarifiant ses relations financières avec les communes afin d'obliger les élus locaux à trouver des consensus destinés à permettre à la métropole de dégager des marges de manœuvre budgétaires suffisantes pour engager des projets structurants pour le territoire, de transport notamment. Cette réforme renforce le poids de Marseille, qui dispose de 102 sièges au conseil métropolitain sur 240,,.
Le 19 janvier 2023, le conseil de la métropole adopte en application de la loi 3Ds une nouvelle « déclaration de l'intérêt métropolitain » clarifiant les transferts de compétences avec les communes.
En février 2023, la métropole annonce adhérer au Centre d'études et d'expertise sur les risques, l'environnement, la mobilité et l'aménagement (CEREMA).

### Gestion financière
Entre l'annonce de la création de la métropole, en 2013, et la création en 2016, les EPCI constituant la future métropole ont pour la majorité augmenté les attributions de compensation (AC) à leurs communes de manière massive. Il s'agit d'une augmentation artificielle qui visait à conserver leurs dotations. 80 % de l'augmentation ne correspond à aucun transfert de charge des EPCI vers les communes et ne se justifiait donc pas explique la Cour des comptes en 2020,. Le pays d'Aix et le pays d'Istres ont ainsi respectivement doublé et triplé leurs attributions de compensation, tandis que la Communauté urbaine Marseille-Provence les a diminué. Des taxes et des investissements opportunistes sont aussi engagés par plusieurs EPCI, engagement financier qui incombe après la fusion à la métropole. Le pays d'Aix a ainsi multiplié ses investissements futurs peu avant la création de la métropole, de sorte que les fonds de concours aux communes « sont concentrés pour plus de 80 % sur le seul territoire du Pays d’Aix, et résultent d’engagements pris antérieurement à la création de la métropole ».
En 2019 déjà, l'ancien préfet de région Pierre Dartout souligne que les réversements aux communes représentent 63 % des dépenses de fonctionnement de la métropole, contre 28 % pour les métropoles françaises d'envergure similaire,.
En 2024, la Cour des comptes réitère ses critiques quant aux AC.

## Périmètre

Les EPCI intégrant la métropole.

La métropole d'Aix-Marseille-Provence : en rouge les communes membres faisant partie des Bouches-du-Rhône (en gris, le reste de ce département) et en marron les communes membres faisant partie d'autres départements (Pertuis dans le Vaucluse et Saint-Zacharie dans le Var).

La métropole d'Aix-Marseille-Provence est créée par la fusion de six intercommunalités des Bouches-du-Rhône :
- Communauté urbaine Marseille Provence Métropole ;
- Communauté d'agglomération du pays d'Aix (dont une commune est située dans le Vaucluse) ;
- Communauté d'agglomération Agglopole Provence ;
- Communauté d'agglomération du pays d'Aubagne et de l'Étoile (dont une commune est située dans le Var) ;
- Syndicat d'agglomération nouvelle Ouest Provence ;
- Communauté d'agglomération du pays de Martigues.

| Territoire                    | Commune                   | Population (2022) | Conseillers de territoire (2016-2020) | Conseillers métropolitains |
| ----------------------------- | ------------------------- | ----------------- | ------------------------------------- | -------------------------- |
| Marseille-Provence            | Allauch                   | 21 404            | 7                                     | 2                          |
| Marseille-Provence            | Carnoux-en-Provence       | 6 872             | 2                                     | 1                          |
| Marseille-Provence            | Carry-le-Rouet            | 5 717             | 2                                     | 1                          |
| Marseille-Provence            | Cassis                    | 6 706             | 3                                     | 1                          |
| Marseille-Provence            | Ceyreste                  | 4 847             | 1                                     | 1                          |
| Marseille-Provence            | Châteauneuf-les-Martigues | 18 364            | 4                                     | 1                          |
| Marseille-Provence            | Ensuès-la-Redonne         | 5 796             | 2                                     | 1                          |
| Marseille-Provence            | Gémenos                   | 6 678             | 2                                     | 1                          |
| Marseille-Provence            | Gignac-la-Nerthe          | 10 030            | 3                                     | 1                          |
| Marseille-Provence            | La Ciotat                 | 37 599            | 13                                    | 4                          |
| Marseille-Provence            | Le Rove                   | 5 205             | 1                                     | 1                          |
| Marseille-Provence            | Marignane                 | 33 164            | 14                                    | 4                          |
| Marseille-Provence            | Marseille                 | 877 215           | 108                                   | 102                        |
| Marseille-Provence            | Plan-de-Cuques            | 11 504            | 4                                     | 1                          |
| Marseille-Provence            | Roquefort-la-Bédoule      | 5 784             | 2                                     | 1                          |
| Marseille-Provence            | Saint-Victoret            | 6 689             | 2                                     | 1                          |
| Marseille-Provence            | Sausset-les-Pins          | 7 556             | 3                                     | 1                          |
| Marseille-Provence            | Septèmes-les-Vallons      | 12 018            | 4                                     | 1                          |
| Pays d'Aix                    | Aix-en-Provence           | 147 933           | 34                                    | 17                         |
| Pays d'Aix                    | Beaurecueil               | 595               | 1                                     | 1                          |
| Pays d'Aix                    | Bouc-Bel-Air              | 15 367            | 3                                     | 1                          |
| Pays d'Aix                    | Cabriès                   | 10 143            | 2                                     | 1                          |
| Pays d'Aix                    | Châteauneuf-le-Rouge      | 2 331             | 1                                     | 1                          |
| Pays d'Aix                    | Coudoux                   | 3 775             | 1                                     | 1                          |
| Pays d'Aix                    | Éguilles                  | 8 349             | 1                                     | 1                          |
| Pays d'Aix                    | Fuveau                    | 10 235            | 2                                     | 1                          |
| Pays d'Aix                    | Gardanne                  | 21 534            | 5                                     | 2                          |
| Pays d'Aix                    | Gréasque                  | 4 469             | 1                                     | 1                          |
| Pays d'Aix                    | Jouques                   | 4 478             | 1                                     | 1                          |
| Pays d'Aix                    | Lambesc                   | 9 951             | 2                                     | 1                          |
| Pays d'Aix                    | Meyrargues                | 3 818             | 1                                     | 1                          |
| Pays d'Aix                    | Meyreuil                  | 6 341             | 1                                     | 1                          |
| Pays d'Aix                    | Mimet                     | 4 147             | 1                                     | 1                          |
| Pays d'Aix                    | Les Pennes-Mirabeau       | 22 423            | 4                                     | 2                          |
| Pays d'Aix                    | Pertuis (Vaucluse)        | 19 764            | 4                                     | 2                          |
| Pays d'Aix                    | Peynier                   | 3 692             | 1                                     | 1                          |
| Pays d'Aix                    | Peyrolles-en-Provence     | 5 316             | 1                                     | 1                          |
| Pays d'Aix                    | Puyloubier                | 1 780             | 1                                     | 1                          |
| Pays d'Aix                    | Le Puy-Sainte-Réparade    | 5 794             | 1                                     | 1                          |
| Pays d'Aix                    | Rognes                    | 4 640             | 1                                     | 1                          |
| Pays d'Aix                    | La Roque-d'Anthéron       | 5 355             | 1                                     | 1                          |
| Pays d'Aix                    | Rousset                   | 5 357             | 1                                     | 1                          |
| Pays d'Aix                    | Saint-Antonin-sur-Bayon   | 125               | 1                                     | 1                          |
| Pays d'Aix                    | Saint-Cannat              | 5 877             | 1                                     | 1                          |
| Pays d'Aix                    | Saint-Estève-Janson       | 364               | 1                                     | 1                          |
| Pays d'Aix                    | Saint-Marc-Jaumegarde     | 1 270             | 1                                     | 1                          |
| Pays d'Aix                    | Saint-Paul-lès-Durance    | 886               | 1                                     | 1                          |
| Pays d'Aix                    | Simiane-Collongue         | 5 823             | 1                                     | 1                          |
| Pays d'Aix                    | Le Tholonet               | 2 370             | 1                                     | 1                          |
| Pays d'Aix                    | Trets                     | 10 933            | 2                                     | 1                          |
| Pays d'Aix                    | Vauvenargues              | 1 058             | 1                                     | 1                          |
| Pays d'Aix                    | Venelles                  | 8 420             | 1                                     | 1                          |
| Pays d'Aix                    | Ventabren                 | 5 613             | 1                                     | 1                          |
| Pays d'Aix                    | Vitrolles                 | 36 612            | 8                                     | 4                          |
| Pays salonais                 | Alleins                   | 2 833             | 1                                     | 1                          |
| Pays salonais                 | Aurons                    | 559               | 1                                     | 1                          |
| Pays salonais                 | La Barben                 | 852               | 1                                     | 1                          |
| Pays salonais                 | Berre-l'Étang             | 13 941            | 7                                     | 1                          |
| Pays salonais                 | Charleval                 | 2 634             | 2                                     | 1                          |
| Pays salonais                 | Eyguières                 | 6 915             | 3                                     | 1                          |
| Pays salonais                 | La Fare-les-Oliviers      | 8 953             | 3                                     | 1                          |
| Pays salonais                 | Lamanon                   | 2 069             | 1                                     | 1                          |
| Pays salonais                 | Lançon-Provence           | 9 627             | 3                                     | 1                          |
| Pays salonais                 | Mallemort                 | 6 190             | 3                                     | 1                          |
| Pays salonais                 | Pélissanne                | 10 799            | 4                                     | 1                          |
| Pays salonais                 | Rognac                    | 12 335            | 5                                     | 1                          |
| Pays salonais                 | Saint-Chamas              | 8 669             | 3                                     | 1                          |
| Pays salonais                 | Salon-de-Provence         | 44 553            | 17                                    | 5                          |
| Pays salonais                 | Sénas                     | 6 829             | 3                                     | 1                          |
| Pays salonais                 | Velaux                    | 8 827             | 4                                     | 1                          |
| Pays salonais                 | Vernègues                 | 2 158             | 1                                     | 1                          |
| Pays d'Aubagne et de l'Étoile | Aubagne                   | 47 724            | 28                                    | 5                          |
| Pays d'Aubagne et de l'Étoile | Auriol                    | 12 986            | 5                                     | 1                          |
| Pays d'Aubagne et de l'Étoile | Belcodène                 | 1 978             | 2                                     | 1                          |
| Pays d'Aubagne et de l'Étoile | Cadolive                  | 2 219             | 2                                     | 1                          |
| Pays d'Aubagne et de l'Étoile | Cuges-les-Pins            | 5 949             | 3                                     | 1                          |
| Pays d'Aubagne et de l'Étoile | La Bouilladisse           | 6 447             | 3                                     | 1                          |
| Pays d'Aubagne et de l'Étoile | La Destrousse             | 4 023             | 2                                     | 1                          |
| Pays d'Aubagne et de l'Étoile | La Penne-sur-Huveaune     | 6 618             | 4                                     | 1                          |
| Pays d'Aubagne et de l'Étoile | Peypin                    | 5 612             | 3                                     | 1                          |
| Pays d'Aubagne et de l'Étoile | Roquevaire                | 8 823             | 4                                     | 1                          |
| Pays d'Aubagne et de l'Étoile | Saint-Savournin           | 3 449             | 2                                     | 1                          |
| Pays d'Aubagne et de l'Étoile | Saint-Zacharie (Var)      | 5 877             | 3                                     | 1                          |
| Istres-Ouest-Provence         | Cornillon-Confoux         | 1 619             | 2                                     | 1                          |
| Istres-Ouest-Provence         | Fos-sur-Mer               | 15 694            | 8                                     | 1                          |
| Istres-Ouest-Provence         | Grans                     | 5 382             | 2                                     | 1                          |
| Istres-Ouest-Provence         | Istres                    | 44 044            | 19                                    | 5                          |
| Istres-Ouest-Provence         | Miramas                   | 25 891            | 11                                    | 3                          |
| Istres-Ouest-Provence         | Port-Saint-Louis-du-Rhône | 8 510             | 5                                     | 1                          |
| Pays de Martigues             | Martigues                 | 48 818            | 12                                    | 5                          |
| Pays de Martigues             | Port-de-Bouc              | 16 138            | 8                                     | 1                          |
| Pays de Martigues             | Saint-Mitre-les-Remparts  | 5 996             | 4                                     | 1                          |

## Géographie

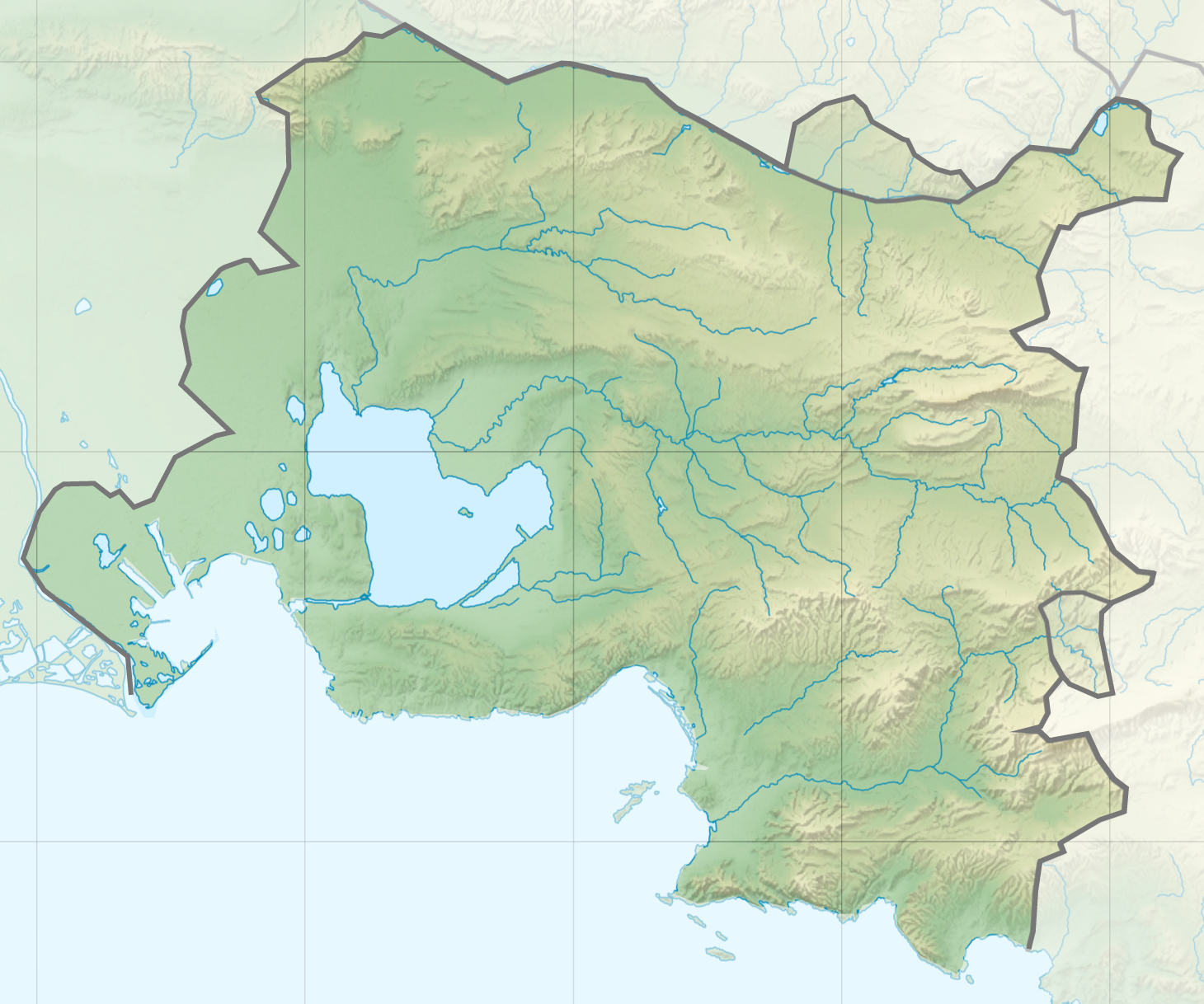
Topographie de la métropole.

### Territoire et urbanisation
Aix-Marseille-Provence est la plus grande des métropoles françaises, avec 3 173 km2, ce qui représente 10 % de la superficie de Provence-Alpes-Côte d'Azur. Le territoire de la métropole recoupe largement celui de l'aire urbaine de Marseille-Aix-en-Provence.
Ce territoire est caractérisé par le fait qu'il juxtapose des zones urbanisées densément bâties et des massifs forestiers, des plaines agricoles, des vallées et des plateaux : 61 % de la superficie est occupée par des espaces naturels.
L'espace urbain occupe 15 % du territoire et gagne chaque année 900 hectares sur les surfaces agricoles, qui occupent encore 24 % de la superficie métropolitaine. 9 communes sur 10 sont ainsi qualifiées d'urbaines mais la métropole est « multipolaire » : elle comprend deux villes de plus de 100 000 habitants, Marseille (qui représente 46 % de la population) et Aix-en-Provence (8 %), mais la population est répartie en un réseau de villes moyennes et petites dont 10 ont entre 20 000 et 50 000 habitants.

### Environnement
Aix-Marseille-Provence dispose de paysages variés, entre l'étang de Berre (second plus grand étang salé d'Europe) à l'ouest, la mer Méditerranée au sud et un relief marqué par les massifs calcaires (notamment la Nerthe, le Garlaban, la montagne Sainte-Victoire, la Sainte-Baume, le massif des calanques).
La métropole dispose de 180 km de côtes (hors étang de Berre), dont des sites emblématiques comme la baie de La Ciotat, la Côte Bleue et les calanques de Marseille. Ces dernières font partie du parc national des Calanques dont le cœur couvre 8 500 hectares sur terre et 43 500 hectares en mer.
Le climat est méditerranéen. On compte en moyenne 2 800 heures d'ensoleillement par an, soit 60 % de plus que la moyenne nationale.

## Population

### Démographie
Avec 1 922 626 habitants en 2022, Aix-Marseille-Provence est la deuxième métropole française derrière le Grand Paris et devant le Grand Lyon. La croissance de la population s'est ralentie ces dernières années, passant de 0,9 % de 1999 à 2006 à 0,4 % de 2006 à 2010, ce qui reste toutefois supérieur à la moyenne nationale. Selon les projections, la population devrait dépasser les 2 millions d'habitants en 2038. Toutefois, si elle gagne des habitants avec les régions du nord de la France, dont notamment l'Île-de-France, la métropole a un solde migratoire négatif avec le reste de la région Provence-Alpes-Côte d'Azur.
Les mouvements au sein de la métropole sont importants. En effet, les grandes villes de Marseille et Aix-en-Provence reçoivent de nouveaux habitants mais les arrivées ne compensent pas les départs qui se font notamment vers les territoires du pays d'Aubagne et de l'Étoile et du pays salonais, dans un phénomène de périurbanisation.
On comptait 792 930 ménages en 2013, composés en moyenne de 2,25 personnes (une taille qui tend à rétrécir). Les personnes âgées sont plus nombreuses que dans les autres métropoles, une tendance qui devrait s'accentuer dans les années à venir.
| 1968      | 1975      | 1982      | 1990      | 1999      | 2006      | 2011      | 2016      | 2022      |
| --------- | --------- | --------- | --------- | --------- | --------- | --------- | --------- | --------- |
| 1 365 063 | 1 520 528 | 1 603 840 | 1 633 096 | 1 705 626 | 1 800 669 | 1 834 013 | 1 873 707 | 1 922 626 |

### Logement

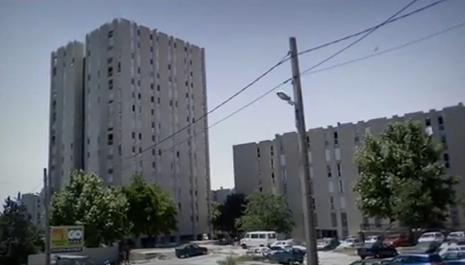
La Castellane : les quartiers Nord de Marseille concentrent de nombreux grands ensembles.

Si 11 600 nouveaux logements sont construits par an, l'augmentation de la population et sa tendance à la périurbanisation créent un marché du logement très tendu. La métropole connaît une tendance à l'étalement urbain qui soumet le territoire à une forte pression foncière, notamment sur les espaces agricoles. Cette pression est toutefois inégale : si 25 communes sur 92 construisent plus de 8 logements par an pour 1 000 habitants (représentant 25 % des nouvelles constructions, pour plus de 25 % des communes car celles construisant beaucoup sont plutôt plus petites que la moyenne de la métropole), 34 communes en construisent moins de 4 (représentant 12 % des nouvelles constructions), la moyenne de la métropole étant à 6 logements par an pour 1 000 habitants.
La proportion de logements sociaux est de 18 %. 65 000 demandes de logement social sont en attente dans les Bouches-du-Rhône et de très nombreuses communes ne respectent pas l'obligation de construction.

### Situation sociale
Malgré un revenu médian de 1 600 €, comme la moyenne nationale, la métropole d'Aix-Marseille-Provence se caractérise par de très fortes inégalités. Ainsi, le revenu fiscal moyen des habitants va de 10 000 € dans les arrondissements du centre et du nord de Marseille à 35 000 € dans certaines communes. La situation est similaire en ce qui concerne le chômage, de 9 % à Aix-en-Provence jusqu'à 30 % dans certains arrondissements de Marseille. Le revenu disponible médian dans le pays d'Aix est supérieur de 22 % à celui du territoire Marseille-Provence.
8,6 % de la population est couverte par le RSA socle, 11 % par la CMU. 349 100 habitants de la métropole vivent dans un foyer bénéficiaire des allocations familiales à bas revenus.
L'offre d'emploi ainsi que celle de logements sociaux sont très inégalement réparties sur le territoire.

## Économie et infrastructure

### Tissu économique

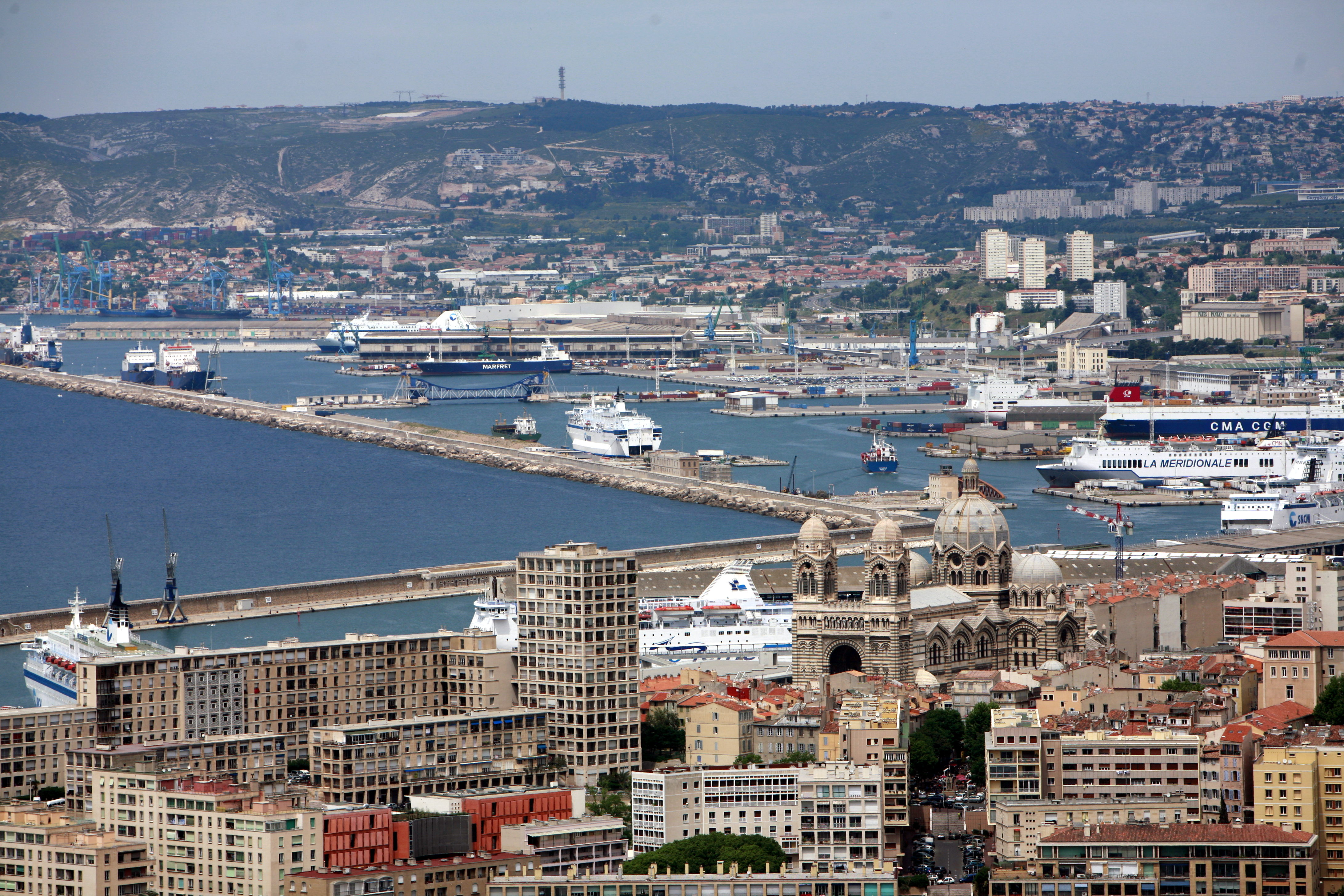
Les installations portuaires de la Joliette à Marseille.

L'agriculture occupe 60 600 hectares du territoire, dont 71 % sont irrigués : on compte 2 500 exploitants (un chiffre en baisse de 20 % depuis 2000) et les emplois agricoles représentent 1 % du total des emplois. Le territoire d'Aix-Marseille-Provence a une longue tradition industrielle mais ce secteur subit une baisse constante depuis de nombreuses années : la part des emplois industriels dans le total a atteint 10,3 % en 2012, soit un niveau historiquement bas. Le secteur tertiaire est ainsi, de loin, le principal secteur économique : 48 % des emplois relèvent du commerce, des transports ou des services et 34 % de l'administration publique, de l'enseignement, de la santé ou du social.
Par l'histoire et la géographie, l'activité portuaire reste très importante. Le Grand port maritime de Marseille, dont les infrastructures s'étalent de Marseille à Fos-sur-Mer, est par son trafic le 1er port français, le 2e port méditerranéen, le 5e port d'Europe et le 3e port mondial pour les hydrocarbures. Le port génère 97 100 emplois directs, indirects et induits.
Aix-Marseille-Provence est également une métropole touristique : 8 millions de touristes l'ont visité en 2013, dont 15 % d'étrangers. Elle abrite 258 000 lits touristiques, 53 sites de baignades contrôlés par l'Agence régionale de santé et 25 % des capacités d'accueil des bateaux de plaisance du littoral méditerranéen. 30 000 emplois sont liés au tourisme dans la métropole.

### Emploi
La métropole d'Aix-Marseille-Provence souffre d'un déficit d'emplois : selon l'Insee, il manque 59 000 emplois pour atteindre un taux d'emploi équivalent à celui des autres métropoles. Corollaire : il y avait ainsi 158 500 demandeurs d'emploi en juin 2014. La métropole souffre en outre d'un déficit de cadres comparés aux autres métropoles.
À noter que cinq communes (Marseille, Aix-en-Provence, Aubagne, Marignane et Vitrolles) concentrent 68 % des emplois de la métropole, une situation qui pousse à de nombreux déplacements domicile-travail chaque jour.

### Transports

Les différents réseaux de transport de la métropole.

À sa création au 1er janvier 2016, la métropole hérite des réseaux de transport en commun mis en place par les six intercommunalités précédentes :
- Transmétropole regroupe les réseaux de la RTM (bus, métro et tramway de Marseille), Ciotabus et d'autres lignes qui desservent Marseille-Provence ;
- les réseaux Aix en bus et Pays d'Aix mobilité ;
- Libébus qui dessert le territoire du pays salonais ;
- les Lignes de l'agglo qui regroupent les bus et le tramway du pays d'Aubagne ;
- Ulysse qui dessert Istres-Ouest-Provence et le pays de Martigues ;
- les Bus de l'Étang à l'est de l'étang de Berre.

À partir du 1er janvier 2017, la métropole gère en outre les lignes de bus Cartreize entièrement situées dans son territoire. Elle reçoit à cet effet la tutelle sur la Régie départementale des transports et la gestion du site internet d'information lepilote.com.
L'Agenda de la mobilité métropolitaine adopté par le conseil de la métropole en décembre 2016 prévoit le regroupement des réseaux sous un nom unique et la création d'un abonnement intégral au cours de l'année 2017. La marque La Métropole Mobilité est ainsi créée en juillet 2018, avant une tarification et une numérotation des lignes unifiées dans les prochaines années.
On compte par ailleurs 400 km de voies ferrées et 39 gares (dont trois gares TGV : Aix-en-Provence TGV, Marseille-Saint-Charles et Miramas)
Mais Aix-Marseille-Provence, quadrillée par pas moins de 14 autoroutes de plus ou moins grande importance, reste une métropole quasi saturée par le trafic automobile : on enregistre chaque jour 200 000 entrées dans Marseille par l'A7 et 125 000 par l'A50. Aix-Marseille-Provence est considérée comme la métropole la plus polluée et la 4e la plus saturée.

### Enseignement supérieur et recherche
La métropole comptait 89 000 étudiants à la rentrée 2013/2014 dont 66 % à l'université d'Aix-Marseille. Cette dernière, créée en 2012, est implantée principalement à Aix-en-Provence et Marseille ainsi qu'à Aubagne, Lambesc et Salon-de-Provence. Avec 74 000 étudiants et un budget de 720 millions d'euros, elle est la plus grosse université francophone du monde.
Plusieurs grandes écoles sont implantées à Aix-Marseille-Provence, dont l'École nationale supérieure maritime, Kedge Business School, l'École centrale de Marseille, les Arts et Métiers à Aix-en-Provence, l'École de l'air à Salon-de-Provence, l'École des mines à Gardanne, l'Institut d'études politiques d'Aix-en-Provence, l'Institut de Management Public et de Gouvernance Territoriale et l'Institut National supérieur du Professorat et de l'Education qui assure la formation des futurs enseignants et formateurs dans les 1er et second degré de l'enseignement (l'INSPE est implantée à Aix et Marseille mais aussi dans les villes d'Avignon et de Dignes les Bains extérieures à la métropole).
En termes de recherche, les laboratoires de la métropole sont particulièrement reconnus dans les domaines de la santé, de l'agroalimentaire et des industries de la création.

### Culture
La métropole accueille chaque année plusieurs festivals d'importance nationale ou internationale tels que le Festival d'art lyrique d'Aix-en-Provence, le Festival de piano de La Roque-d'Anthéron, la Fiesta des Suds, Jazz des Cinq Continents et Marsatac à Marseille.
Le Musée des civilisations de l'Europe et de la Méditerranée (MuCEM, Marseille) est l'un des 50 musées les plus visités du monde avec 1,8 million de visiteurs dont 600 000 entrées payantes par an. Le Musée Granet (Aix-en-Provence) accueille chaque année 284 000 visiteurs. Il y a en outre 69 musées en dehors d'Aix-en-Provence et Marseille.
Les principales salles de spectacles sont la Halle de Martigues, Le Dôme , le Palais des Sports de Marseille, Le Silo, l'Opéra municipal de Marseille et le Grand Théâtre de Provence auxquelles s'ajoute l'arena du Pays d'Aix .

### Sport
Le territoire de la Métropole dispose d'un certain nombre de clubs professionnels et d'infrastructures sportives disséminées sur le territoire. En football, le club phare de la Métropole est l'Olympique de Marseille. Le Sporting Club Aubagne Air-Bel est le seul autre club de la métropole évoluant en ligue nationale de football. Aix-en-Provence est le siège du PAUC en handball et de Provence rugby pour le rugby à XV. Fos-sur-Mer accueille pour sa part le club de Provence Basket.
Concernant les infrastructures, le Stade Vélodrome de Marseille est la plus grande enceinte du territoire, suivie par le stade Parsemain, à Fos-sur-Mer. L'Arena récemment construite sur le territoire du Pays d'Aix accueille quant à elle les rencontres du PAUC. Enfin le Palais omnisports Marseille Grand Est, plus grande patinoire permanente de France accueille les rencontres de l'équipe du Marseille Hockey Club.

## Compétences
La loi prévoit un transfert progressif des compétences des anciennes intercommunalités vers la métropole, ainsi que des délégations entre collectivités, :
- à partir du 1er janvier 2016, la métropole n'exerce dans chaque territoire que les compétences jusque-là exercées par l'intercommunalité précédente. Toutefois, toutes les compétences délégables aux conseils des territoires sont obligatoirement déléguées, sauf si le conseil métropolitain s'y oppose à la majorité des deux tiers de ses membres[66] ;
- à partir du 1er janvier 2017, la métropole exerce les compétences transférées par le conseil départemental ;
- à partir du 1er janvier 2018, la métropole exerce toutes les compétences obligatoires d'une métropole, même celles qui n'étaient pas précédemment exercées par les anciennes intercommunalités. Les délégations obligatoires aux territoires se poursuivent ;
- à partir du 1er janvier 2020, les délégations obligatoires aux territoires prennent fin. Le conseil de la métropole peut décider de les renouveler à la majorité simple.

### Compétences transférées par les communes
La métropole assume les compétences du bloc communal de manière progressive : de 2016 à 2017, seules celles précédemment transférées aux intercommunalités sont exercées puis, à partir de 2018, toutes les compétences d'une métropole.
De plus, le conseil de la métropole délègue certaines de ces compétences aux territoires : de manière obligatoire de 2016 à 2020 (sauf vote contraire à la majorité des deux tiers du conseil métropolitain), de manière volontaire à partir de 2020 (par un vote à la majorité simple du conseil métropolitain).
| Compétence | Conseil de la métropole                        | Déléguée aux territoires (de manière obligatoire 2016-2020, facultative ensuite) |
| --- | ---------------------------------------------- | -------------------------------------------------------------------------------- |
| Développement et aménagement économique, social et culturel |                                                |                                                                                  |
| Création, aménagement et gestion des zones d'activité industrielle, commerciale, tertiaire, artisanale, touristique, portuaire ou aéroportuaire | · (seulement schéma d'ensemble)                | · (dans le cadre du schéma)                                                      |
| Actions de développement économique ainsi que participation au copilotage des pôles de compétitivité et au capital des sociétés d'accélération du transfert de technologie                                                                                               |                                                |                                                                                  |
| Construction, aménagement, entretien et fonctionnement d'équipements culturels, socioculturels, socio-éducatifs et sportifs d'intérêt métropolitain |                                                |                                                                                  |
| Promotion du tourisme, dont la création d'offices de tourisme |                                                |                                                                                  |
| Programme de soutien et d'aides aux établissements d'enseignement supérieur et de recherche et aux programmes de recherche |                                                | · (établissements de recherche seulement)                                        |
| Aménagement de l'espace métropolitain |                                                |                                                                                  |
| Schéma de cohérence territoriale et schéma de secteur ; plan local d'urbanisme ; définition, création et réalisation d'opérations d'aménagement d'intérêt métropolitain ; actions de valorisation du patrimoine naturel et paysager ; constitution de réserves foncières | · (seulement SCoT et approbation des PLU)      |                                                                                  |
| Organisation de la mobilité ; création, aménagement et entretien de voirie ; signalisation ; abris de voyageurs ; parcs et aires de stationnement et plan de déplacements urbains                                                                                        | · (seulement schémas de mobilité et de voirie) |                                                                                  |
| Création, aménagement et entretien des espaces publics dédiés à tout mode de déplacement urbain ainsi qu'à leurs ouvrages accessoires |                                                |                                                                                  |
| Participation à la gouvernance et à l'aménagement des gares |                                                |                                                                                  |
| Établissement, exploitation, acquisition et mise à disposition d'infrastructures et de réseaux de télécommunications |                                                |                                                                                  |
| Politique locale de l'habitat |                                                |                                                                                  |
| Programme local de l'habitat |                                                |                                                                                  |
| Politique du logement ; aides financières au logement social ; actions en faveur du logement social ; actions en faveur du logement des personnes défavorisées | · (seulement schéma d'ensemble)                | · (dans le cadre du schéma)                                                      |
| Amélioration du parc immobilier bâti, réhabilitation et résorption de l'habitat insalubre | · (seulement schéma d'ensemble)                | · (dans le cadre du schéma)                                                      |
| Aménagement, entretien et gestion des aires d'accueil des Gens du voyage |                                                |                                                                                  |
| Politique de la ville |                                                |                                                                                  |
| Élaboration du diagnostic du territoire et définition des orientations du contrat de ville | · (seulement schéma d'ensemble)                |                                                                                  |
| Animation et coordination des dispositifs contractuels de développement urbain, de développement local et d'insertion économique et sociale ainsi que des dispositifs locaux de prévention de la délinquance                                                             |                                                |                                                                                  |
| Programmes d'actions définis dans le contrat de ville |                                                |                                                                                  |
| Gestion des services d'intérêt collectif |                                                |                                                                                  |
| Assainissement et eau | · (seulement schéma d'ensemble)                | · (dans le cadre du schéma)                                                      |
| Création, gestion, extension et translation des cimetières et sites cinéraires d'intérêt métropolitain ainsi que création, gestion et extension des crématoriums |                                                |                                                                                  |
| Abattoirs, abattoirs marchés et marchés d'intérêt national | · (seulement marchés d'intérêt national)       |                                                                                  |
| Services d'incendie et de secours |                                                |                                                                                  |
| Service public de défense extérieure contre l'incendie |                                                |                                                                                  |
| Protection et de mise en valeur de l'environnement et de politique du cadre de vie |                                                |                                                                                  |
| Gestion des déchets ménagers et assimilés | · (seulement schéma d'ensemble)                |                                                                                  |
| Lutte contre la pollution de l'air |                                                |                                                                                  |
| Lutte contre les nuisances sonores |                                                |                                                                                  |
| Contribution à la transition énergétique |                                                |                                                                                  |
| Soutien aux actions de maîtrise de la demande d'énergie |                                                |                                                                                  |
| Élaboration et adoption du plan climat-énergie territorial | · (plan métropolitain)                         |                                                                                  |
| Concession de la distribution publique d'électricité et de gaz |                                                |                                                                                  |
| Création, aménagement, entretien et gestion de réseaux de chaleur ou de froid urbains | · (seulement schéma d'ensemble)                | · (dans le cadre du schéma)                                                      |
| Création et entretien des infrastructures de charge nécessaires à l'usage des véhicules électriques ou hybrides rechargeables |                                                |                                                                                  |
| Gestion des milieux aquatiques et prévention des inondations |                                                |                                                                                  |
| Autorité concessionnaire de l'État pour les plages |                                                |                                                                                  |

À la suite de la mobilisation des maires, l'élaboration du plan local d'urbanisme (PLU) obéit à une logique particulière : chaque territoire établit un PLU qui est ensuite approuvé par le conseil métropolitain. Toutefois, chaque commune dispose d'un droit de veto sur certaines mesures la concernant. Le conseil métropolitain peut passer outre à la majorité des deux tiers.

### Compétences transférées par le département
La loi prévoit que la métropole négocie avec le conseil départemental le transfert à la métropole d'au moins trois compétences parmi les compétences sociales, touristiques, culturelles, d'équipements sportifs et de construction et gestion des collèges jusque-là exercées par le département. En octobre 2016, un accord est ainsi adopté par le conseil départemental qui prévoit le transfert à la métropole d'Aix-Marseille-Provence de, :
- la gestion du fonds de solidarité pour le logement,
- l’aide individuelle aux jeunes en difficulté,
- la gestion du centre sportif départemental de Fontainieu (Marseille).

À cela s'ajoutent les lignes de transport non urbain entièrement incluses dans le périmètre de la métropole et la Régie départementale des transports qui lui sont transférées le 1er janvier 2017,.
Un accord porte également sur le transfert de certaines routes départementales : 52,4 km de voies urbaines situées sur le territoire de Marseille-Provence sont transférés à la métropole le 1er janvier 2017 et 63,3 km situés dans le reste de la métropole le seront le 1er janvier 2018.

### Compétences transférables par la région et l'État
Le conseil régional peut transférer à la métropole la construction et la gestion des lycées ainsi que tout ou partie de ses compétences en matière de développement économique. La région et la métropole sont par ailleurs dans l'obligation de se concerter pour l'élaboration du schéma régional de développement économique.
L'État peut transférer par convention et pour une durée de six ans renouvelables certaines compétences en matière d'aide à la pierre, du droit au logement, de la gestion de la veille sociale.

## Administration

### Conseil

Fonctionnement de la métropole d'Aix-Marseille-Provence.

Comme les autres métropoles françaises, la métropole d'Aix-Marseille-Provence est administrée par un conseil composé de délégués des communes membres. Le conseil est l'organe délibérant de la métropole : il règle les affaires qui sont de la compétence de la métropole et adopte son budget.
La composition du conseil est fixée par les règles de l'article L5211-6-1 du Code général des collectivités territoriales. Il compte 240 membres : les sièges sont répartis entre les communes en fonction de leur poids démographique et chaque commune dispose d'au moins un siège. À la création de la métropole, :
- 33 communes ont autant de conseillers métropolitains qu'elles avaient de conseillers au sein de leur EPCI : les conseillers communautaires deviennent conseillers métropolitains ;
- 58 communes ont moins de conseillers métropolitains qu'elles avaient de conseillers au sein de leur EPCI : les conseils municipaux élisent les conseillers métropolitains parmi les actuels conseillers communautaires ;
- Marseille a 39 conseillers métropolitains de plus qu'elle avait de conseillers au sein de son EPCI : les 39 conseillers communautaires sont élus par le conseil municipal parmi les conseillers municipaux et d'arrondissement.

Par la suite, les conseillers métropolitains sont élus au suffrage direct dans le cadre des élections municipales.
À la suite des élections de 2020, la droite y dispose du plus de siège.

Représentation des communes au conseil de la métropole : Marseille (108 sièges) Aix-en-Provence (17) Salon-de-Provence (5) Aubagne (5) Martigues (5) La Ciotat (4) Marignane (4) Vitrolles (4) Istres (4) Miramas (2) Autres communes (1 siège chacune)
Projection de la composition politique du conseil de la métropole à la suite des élections de 2020 : PCF : 8 sièges PS : 8 sièges Divers gauche : 24 sièges Union de la gauche : 48 sièges Écologistes : 2 sièges Sans nuance : 20 sièges Divers centre : 11 sièges LREM : 2 sièges Divers droite : 29 sièges Union de la droite : 15 sièges LR : 62 sièges RN : 8 sièges

- Représentation des communes au conseil de la métropole :   - Marseille (108 sièges)
  - Aix-en-Provence (17)
  - Salon-de-Provence (5)
  - Aubagne (5)
  - Martigues (5)
  - La Ciotat (4)
  - Marignane (4)
  - Vitrolles (4)
  - Istres (4)
  - Miramas (2)
  - Autres communes (1 siège chacune)
- Projection de la composition politique du conseil de la métropole à la suite des élections de 2020[76] :  - PCF : 8 sièges
  - PS : 8 sièges
  - Divers gauche : 24 sièges
  - Union de la gauche : 48 sièges
  - Écologistes : 2 sièges
  - Sans nuance : 20 sièges
  - Divers centre : 11 sièges
  - LREM : 2 sièges
  - Divers droite : 29 sièges
  - Union de la droite : 15 sièges
  - LR : 62 sièges
  - RN : 8 sièges

### Exécutif
Le président est élu par le conseil de la métropole dont il est l'organe exécutif. Le conseil de la métropole élit également des vice-présidents dont le nombre est fixé à 20, auxquelles s'ajoutent les présidents des conseils de territoire qui sont de droit vice-présidents du conseil métropolitain,,.
Le bureau est composé du président, des vice-présidents et éventuellement d'autres membres. Il peut recevoir délégation de certaines compétences du conseil métropolitain, à l'exception des plus importantes notamment le vote du budget, l'adoption du compte administratif, les délégations de service public.

#### Liste des présidents
|   | Nom | Nom                | Parti       | Date        | Autres mandats                                                                               |
| - | --- | ------------------ | ----------- | ----------- | -------------------------------------------------------------------------------------------- |
| 1 |     | Jean-Claude Gaudin | LR          | 2015-2018   | Maire de Marseille (jusqu'en 2020) Sénateur des Bouches-du-Rhône (jusqu'en 2017)             |
| 2 |     | Martine Vassal     | LR puis DVD | Depuis 2018 | Présidente du conseil départemental des Bouches-du-Rhône Conseillère municipale de Marseille |

#### Exécutif actuel
|                      | Nom | Nom                | Parti       | Commune                                     | Délégation                      |
| -------------------- | --- | ------------------ | ----------- | ------------------------------------------- | ------------------------------- |
| Présidente           |     | Martine Vassal     | LR puis DVD | Marseille (conseillère municipale)          |                                 |
| 1er vice-président   |     | Gérard Bramoullé   | LR          | Aix-en-Provence (adjoint)                   |                                 |
| 2e vice-présidente   |     | Danielle Milon     | LR          | Cassis (maire)                              |                                 |
| 3e vice-président    |     | Roland Mouren      | LR          | Châteauneuf-les-Martigues (maire)           |                                 |
| 4e vice-président    |     | Georges Rosso      | PCF         | Le Rove (maire)                             |                                 |
| 5e vice-président(e) |     | Sophie Joissans    | UDI         | Aix-en-Provence (maire-adjointe puis maire) | Démissionnaire en novembre 2021 |
| 6e vice-président    |     | Georges Cristiani  | DVG         | Mimet (maire)                               |                                 |
| 7e vice-président    |     | Pascal Montécot    | LR          | Pélissanne (maire)                          |                                 |
| 8e vice-président    |     | Didier Parakian    | LR          | Marseille (conseiller municipal)            |                                 |
| 9e vice-président    |     | Gérard Gazay       | LR          | Aubagne (maire)                             |                                 |
| 10e vice-président   |     | Éric Le Dissès     | DVD         | Marignane (maire)                           |                                 |
| 11e vice-président   |     | David Galtier      | LR          | Marseille (conseiller municipal)            |                                 |
| 12e vice-président   |     | Didier Khelfa      | DVD         | Saint-Chamas (maire)                        |                                 |
| 13e vice-président   |     | Michel Roux        | UDI         | Salon-de-Provence (adjoint)                 |                                 |
| 14e vice-présidente  |     | Emmanuelle Charafe | LR          | Marseille (conseillère municipale)          |                                 |
| 15e vice-président   |     | Christian Burle    | LR          | Peynier (maire)                             |                                 |
| 16e vice-président   |     | Daniel Gagnon      | SE          | Cornillon-Confoux (maire)                   |                                 |
| 17e vice-président   |     | Didier Réault      | LR          | Marseille (conseiller municipal)            |                                 |
| 18e vice-président   |     | David Ytier        | LR          | Salon-de-Provence (adjoint)                 |                                 |
| 19e vice-président   |     | Henri Pons         | UDI         | Eyguières (maire)                           |                                 |
| 20e vice-président   |     | Martial Alvarez    | DVC         | Port-Saint-Louis-du-Rhône (maire)           |                                 |

| Nom | Nom                 | Parti | Commune                            | Délégation |
| --- | ------------------- | ----- | ---------------------------------- | ---------- |
|     | Véronique Miquelly  | DVD   | Auriol (maire)                     |            |
|     | Christian Amiraty   | DVC   | Gignac-la-Nerthe (maire)           |            |
|     | Yves Vidal          | PRG   | Grans (maire)                      |            |
|     | Philippe Ginoux     | DVD   | Sénas (maire)                      |            |
|     | Philippe Ardhuin    | LR    | Simiane-Collongue (maire)          |            |
|     | Amapola Ventron     | ÉCO   | Cabriès (maire)                    |            |
|     | Olivier Frégeac     | LR    | Peyrolles-en-Provence (maire)      |            |
|     | Arnaud Mercier      | LR    | Venelles (maire)                   |            |
|     | Jean-Pascal Gournes | LR    | Meyreuil (maire)                   |            |
|     | Catherine Pila      | LR    | Marseille (conseillère municipale) |            |

|                               | Nom | Nom                 | Parti | Commune                            |
| ----------------------------- | --- | ------------------- | ----- | ---------------------------------- |
| Marseille-Provence            |     | Roland Giberti      | DVD   | Maire de Gemenos                   |
| Pays d'Aix                    |     | Gérard Bramoullé    | LR    | Adjoint au maire d'Aix-en-Provence |
| Pays salonais                 |     | Nicolas Isnard      | LR    | Maire de Salon-de-Provence         |
| Pays d'Aubagne et de l'Étoile |     | Serge Perottino     | DVD   | Maire de Cadolive                  |
| Istres-Ouest-Provence         |     | François Bernardini | DVG   | Maire d'Istres                     |
| Pays de Martigues             |     | Gaby Charroux       | PCF   | Maire de Martigues                 |

### Territoires
La métropole d'Aix-Marseille-Provence est dotée de subdivisions spécifiques, les territoires.
Le périmètre des territoires est fixé par décret en Conseil d'État mais ils correspondront aux territoires des anciennes intercommunalités. Leur siège est fixé par le règlement intérieur de la métropole,. Les territoires ne sont toutefois pas le prolongement des anciennes intercommunalités puisque les biens, droits, obligations et personnels de celles-ci sont transférés à la métropole. De plus, les territoires n'ont pas de personnalité morale : ce sont des organes déconcentrés qui agissent pour le compte du conseil de la métropole.
Chaque territoire est doté d'un conseil métropolitain, composé des délégués des communes du territoire. Toutefois, de manière transitoire jusqu'aux élections en 2020, les conseillers communautaires élus en 2014 dans les anciennes intercommunalités sont de droit membres du conseil du territoire.
Chaque conseil de territoire élit un président, ainsi qu'un ou plusieurs vice-présidents.
Les conseils de territoires émettent des avis aux questions soumises au conseil métropolitain et reçoivent — de manière obligatoire de 2016 à 2020, puis selon le vote du conseil métropolitain à partir de 2020 — l'exercice de certaines compétences de la métropole. De plus, les territoires et le conseil métropolitain sont liés par un « pacte de gouvernance, financier et fiscal » adopté à la majorité des deux tiers par le conseil de territoire. Ce pacte définit la stratégie dans l'exercice des compétences, les relations financières et la gestion du personnel,.

Les six territoires de la métropole d'Aix-Marseille-Provence.
Étiquette politique des présidents des territoires :   - LR (2)

Étiquette politique des maires de la métropole.

  - Divers droite (2)
  - DVG (1)
  - PCF (1)

| Territoire                                                                          | Territoire                    | Communes | Population | Siège             | Conseillers métropolitains | Président | Président           | Président |
| ----------------------------------------------------------------------------------- | ----------------------------- | -------- | ---------- | ----------------- | -------------------------- | --------- | ------------------- | --------- |
| Situation du territoire Marseille-Provence au sein de la métropole                  | Marseille-Provence            | 18       | 1 045 823  | Marseille         | 126                        |           | Roland Giberti      | DVD       |
| Situation du territoire du pays d'Aix au sein de la métropole                       | Pays d'Aix                    | 36       | 382 690    | Aix-en-Provence   | 58                         |           | Gérard Bramoullé    | LR        |
| Situation du territoire du pays salonais au sein de la métropole                    | Pays salonais                 | 17       | 140 879    | Salon-de-Provence | 21                         |           | Nicolas Isnard      | LR        |
| Situation du territoire du pays d'Aubagne et de l'Étoile au sein de la métropole    | Pays d'Aubagne et de l'Étoile | 12       | 103 497    | Aubagne           | 16                         |           | Serge Perottino     | DVD       |
| Situation du territoire du territoire Istres-Ouest-Provence au sein de la métropole | Istres-Ouest-Provence         | 6        | 98 113     | Istres            | 12                         |           | François Bernardini | DVG       |
| Situation du territoire du pays de Martigues au sein de la métropole                | Pays de Martigues             | 3        | 70 457     | Martigues         | 7                          |           | Gaby Charroux       | PCF       |

### Organes consultatifs
La métropole est dotée de deux organes consultatifs :
- une conférence métropolitaine des maires, composée de l'ensemble des maires des communes membres de la métropole ;
- un conseil de développement composé de représentants « des milieux économiques, sociaux, culturels et associatifs ».

Ces deux organes rendent des avis qui sont transmis au conseil métropolitain.

## Jumelage
- Comté de Miami-Dade (États-Unis)